# North East (Nueva York)
North East es un pueblo ubicado en el condado de Dutchess en el estado estadounidense de Nueva York. En el año 2000 tenía una población de 3,002 habitantes y una densidad poblacional de 26 personas por km².

## Geografía
North East se encuentra ubicado en las coordenadas 41°56′45″N 73°31′38″O / 41.94583, -73.52722. Según la Oficina del Censo, la ciudad tiene un área total de 113,2 km² (43,7 mi²), de la cual 112,3 km² (43,4 mi²) es tierra y 0,8 km² (0,3 mi²) (0.52%) es agua.

## Demografía
Según la Oficina del Censo en 2000 los ingresos medios por hogar en la localidad eran de $42,038, y los ingresos medios por familia eran $48,179. Los hombres tenían unos ingresos medios de $30,659 frente a los $26,346 para las mujeres. La renta per cápita para la localidad era de $24,650. Alrededor del 12.3% de la población estaban por debajo del umbral de pobreza.